# باربرا ميلانو كينان
باربرا ميلانو كينان (بالإنجليزية: Barbara Milano Keenan) (و. 1950 – م) هي محامية، وقاضية من الولايات المتحدة الأمريكية .

## التعليم
تعلمت في جامعة كورنيل، وجامعة جورج واشنطن.